# Masistes
Masistes (altpersisch Mathišhta, altgriechisch Μασίστης; † wohl 478 v. Chr.) war ein Angehöriger der persischen Achämenidendynastie im 5. vorchristlichen Jahrhundert. Er war ein Sohn des Großkönigs Dareios I. und der Atossa und damit ein jüngerer Vollbruder des Großkönigs Xerxes I.

## Bei Herodot
Die Person des Masistes ist einzig aus den Historien des Herodot überliefert. Von seinem Bruder war er 480 v. Chr. neben Mardonios zu einem der sechs Anführer einer der drei Heersäulen des Invasionsheers ernannt wurden, das Griechenland angreifen sollte. Auf dem Marsch hatten sie ihre Heersäule entlang der griechischen Küste parallel zur Flotte geführt.
In den Schlachten gegen die Griechen wird Masistes allerdings nicht erwähnt. Tatsächlich befand er sich zur Zeit der Schlacht von Plataiai bereits wieder in Sardes, wohin sich auch Xerxes I. nach der Niederlage von Salamis zurückgezogen hatte. Hier beleidigte Masistes einen persischen Offizier namens Artayntes, der von der Schlacht von Mykale geflohen war, wegen seiner Feigheit und weibischen Verhaltens. Der Feldherr wollte ob dieser Beleidigung den Masistes ermorden, doch wurde dieser rechtzeitig von dem Leibwächter Xenagoras vor dem Anschlag bewahrt.
Kurz darauf, während sie noch in Sardes weilten, hatte sich Xerxes in die Ehefrau des Masistes verliebt. Um diese in seinem nahen Umfeld zu wissen, hatte der Großkönig die Verlobung ihrer Tochter Artaynte mit seinem ältesten Sohn Dareios angeordnet. Nachdem der königliche Hof nach Susa zurückgekehrt war und Xerxes die Schönheit seiner Schwiegertochter erkannt hatte, verliebte er sich nun in diese und ließ die Affäre zu deren Mutter fallen. Diese neuerliche Affäre wurde schnell publik, nachdem Xerxes dem Wunsch seiner Geliebten nachgekommen war und ihr seine königliche Robe geschenkt hatte, die wiederum Königin Amestris einst für ihn angefertigt hatte. Nachdem Königin Amestris so auf die Affäre aufmerksam geworden war, hegte sie keinen Groll gegen ihre Schwiegertochter, sondern schob die Schuld daran allein auf deren Mutter, die Frau des Masistes. Als der Großkönig seinen Geburtstag feierte, an welchem er traditionell alle Untertanen beschenkte, so wünschte sich die Königin von ihm die Frau des Masistes zum Geschenk. Da der Großkönig nach altem Gesetz diese Bitte nicht ausschlagen konnte, verlangte er von Masistes sich von seiner Frau zu trennen und statt derer eine der königlichen Töchter zu heiraten. Als aber Masistes seinerseits dies um seiner Ehre willen ablehnte, erklärte Xerxes ihn wegen Undankbarkeit zum Hochverräter. Königin Amestris konnte somit doch noch Rache an seiner Frau nehmen, indem sie sie durch königliche Lanzenträger („Apfelträger“) an Brust, Nase, Ohren, Mund und Zunge verstümmeln und die Brüste den Hunden zum Fraß vorwerfen ließ. So gezeichnet schickte sie dann die Schwägerin zu ihrem Mann nach Hause.
Masistes floh darauf mit seinen erwachsenen Söhnen nach Baktrien, dessen Satrap er war, um von dort aus einen Aufstand gegen den König zu organisieren. Xerxes aber hatte ihm ein Heer hinterher geschickt, von dem er geschlagen und samt seinen Söhnen getötet wurde.

## Identität
Die Authentizität des Masistes wie auch die Geschichte von seinem Fall sind kaum nachprüfbar, zumal er allein bei Herodot Erwähnung findet. Augenfällig ist der Zufall in der Namensgleichheit des von ihm beleidigten Offiziers, dessen Vergeltung er gerade noch entkam, und seiner eigenen Tochter, die indirekt doch noch sein und seiner Familie Ende verursacht hatte. 
Allerdings wird in der Geschichte des Masistes auch der Schlussakt eines schon länger andauernden Thronfolgekonflikts innerhalb der Achämenidendynastie erkannt, indem er als Identisch mit der von Plutarch beschriebenen Person des Prinzen Ariamenes erkannt wird. Ariamenes war der ältere aber nicht „purpurgeborene“ Halbbruder des Xerxes, der im Jahr 485 v. Chr. bereitwillig seine Thronansprüche aufgegeben hatte und dafür von Xerxes in die Würde „des Größten an seinem Hof“, also zum ersten Mann im Staat nach dem Großkönig, gesetzt wurde. Der Name „Masistes“ würde demnach die Titulierung „der Größte“ (altpersisch: maθiišta / mathišhta; altgriechisch: μέγιστος / mégistos) widerspiegeln, was Herodot wiederum zu der falschen Annahme verleitet habe, in dem Titel des Ariamenes dessen Eigennamen zu erkennen. Ariamenes könnte also, vielleicht unter dem Eindruck der Niederlagen des Xerxes gegen die Griechen, seinen Thronanspruch wiederbelebt haben, was von Herodot mit der Entgegennahme der Königsrobe durch seine Tochter versinnbildlicht wird, womit sich also die Rückkehr der Königswürde an den rechtmäßigen Erben symbolisch vollzieht. Nur hätte sich demnach Ariamenes, der übrigens ebenfalls als Satrap von Baktrien amtiert hatte, am Ende in dem neuerlichen Thronfolgestreit mit Xerxes als unterlegen erwiesen und wäre getötet worden. 
Dieser Konstruktion steht allerdings die Überlieferung des Plutarch entgegen, der den Tod des Ariamenes in der Schlacht von Salamis 480 v. Chr. verzeichnete, also mindestens zwei Jahre vor dem Fall des Masistes. Auch hatte Herodot selbst einen Arsamenes, Sohn des Dareios, als Anführer der Utier und Myker für das Jahr 480 v. Chr. erwähnt, der mit Ariamenes identisch gewesen sein dürfte.